# Blussans
Blussans – miejscowość i gmina we Francji, w regionie Burgundia-Franche-Comté, w departamencie Doubs.
Według danych na rok 1990 gminę zamieszkiwały 193 osoby, a gęstość zaludnienia wynosiła 24 osoby/km² (wśród 1786 gmin Franche-Comté Blussans plasuje się na 552. miejscu pod względem liczby ludności, natomiast pod względem powierzchni na miejscu 562.).